# Теофил Изповедник
Теофил Изповедник, известен и като Теофил Тивериополски (на гръцки: Όσιος Θεόφιλος ο Ομολογητής), е християнски православен светец, преподобен, от VIII век, чиято памет се тачи на 10 октомври.

## Биография
Роден е в село близо до Тивериопол, днешна Струмица. Възпитан е в принципите на православието. От ранна възраст е ученик на монаха Стефан, който разширява духовния и познавателния му кръгозор. С помощта на родителите си построява манастир на планината Селентиу, където става монах. По време на управлението на иконоборческия император Лъв III Исавър, Теофил, верен на иконопочитанието напуска скита си и започва да проповядва Православието. За това е затворен в Никея и е бит и изтезаван, за да отрече от иконите. Освободен, той се връща в своя манастир и се оттегля в скита си, където умира.
Преподобният Логин Столпник, чиято памет Православната църква тачи с тази на Теофил Изповедник, е негов помощник, също мъчен в Никея. При едно от мъченията на главата му сложили икони и и ги изгорили.